# أكرم محمدي
أكرم محمدي (بالفارسية: اکرم محمدی) هي ممثلة إيرانية، ولدت في 1958 بطهران في إيران.

## وصلات خارجية
- أكرم محمدي على موقع IMDb (الإنجليزية)